# Neriacanthus
Neriacanthus es un género de plantas herbáceas perteneciente a la familia Acanthaceae. Se encuentra en Sudamérica.

## Taxonomía
El género fue descrito por  George Bentham y publicado en Genera Plantarum 2: 1096. 1876. La especie tipo es: Neriacanthus purdieanus Benth.

## Especies
- Neriacanthus grandiflorus Leonard.
- Neriacanthus harlingii Wassh.
- Neriacanthus lehmannianus Lindau.
- Neriacanthus nitidus Leonard.
- Neriacanthus purdieanus Benth.